# Linh dương Kudu nhỏ
Linh dương Kudu nhỏ (Tragelaphus imberbis) là một loài động vật có vú trong họ Bovidae, bộ Artiodactyla. Loài được mô tả lần đầu tiên bởi Edward Blyth vào năm 1869. Một trong những loài cổ xưa nhất, Kudu nhỏ tại một thời điểm được cho là một phiên bản nhỏ hơn của linh dương Kudu lớn, nhưng bây giờ được coi là một loài nguyên thủy hơn. Kudu nhỏ cao 90 đến 110 cm (35 đến 43 in) tại vai và cân nặng 60–100 kg (130–220 lb).
Kudu nhỏ sinh sống trong khu vực có bụi gai khô và rừng và chủ yếu ăn lá cây. Chúng hoạt động về đêm và lúc chạng vạng. Chúng sống thành đàn từ 2-5 con đến 24 con. Kudu nhỏ có thể nhảy khoảng cách hơn 7 m (23 ft) và cao 2 m (6,6 ft). Chúng cũng có thể chạy đến tốc độ 73 km/h (45 mph). 
Chúng là loài bản địa Ethiopia, Kenya, Somalia, Sudan, Tanzania và Uganda. Loài đã tuyệt chủng tại khu vực ở Djibouti. Được xem là loài sắp bị đe dọa bởi Liên minh Bảo tồn Thiên nhiên Quốc tế (IUCN), số lượng loài này đang giảm sút.

## Hình ảnh

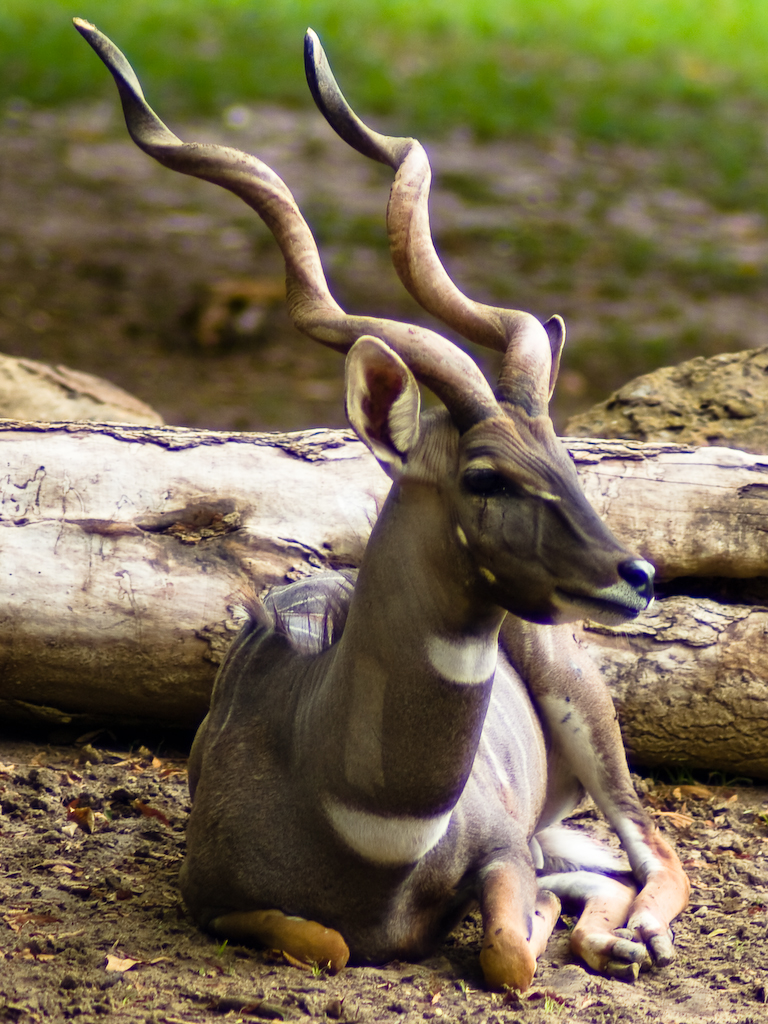
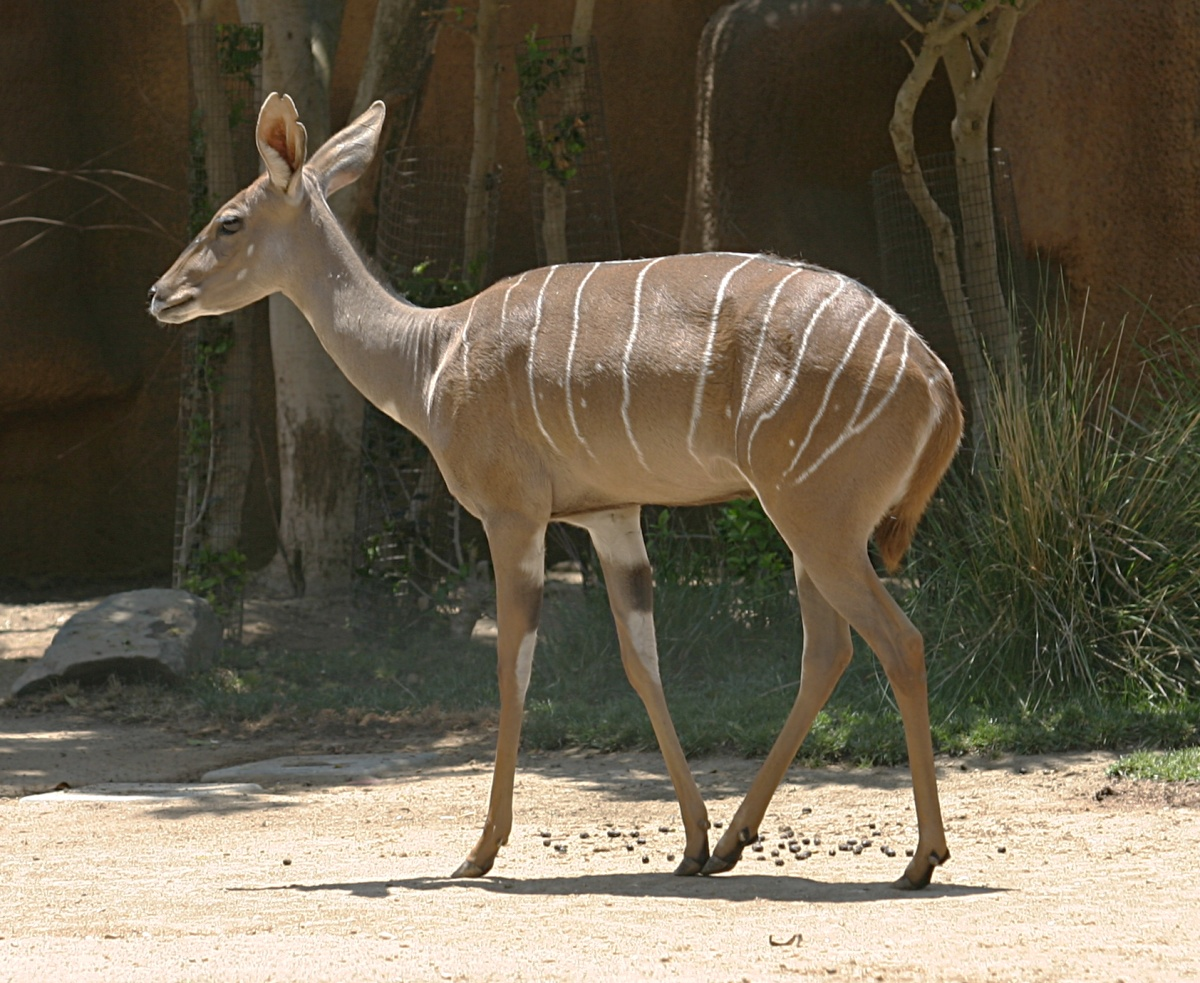